# Религия майя

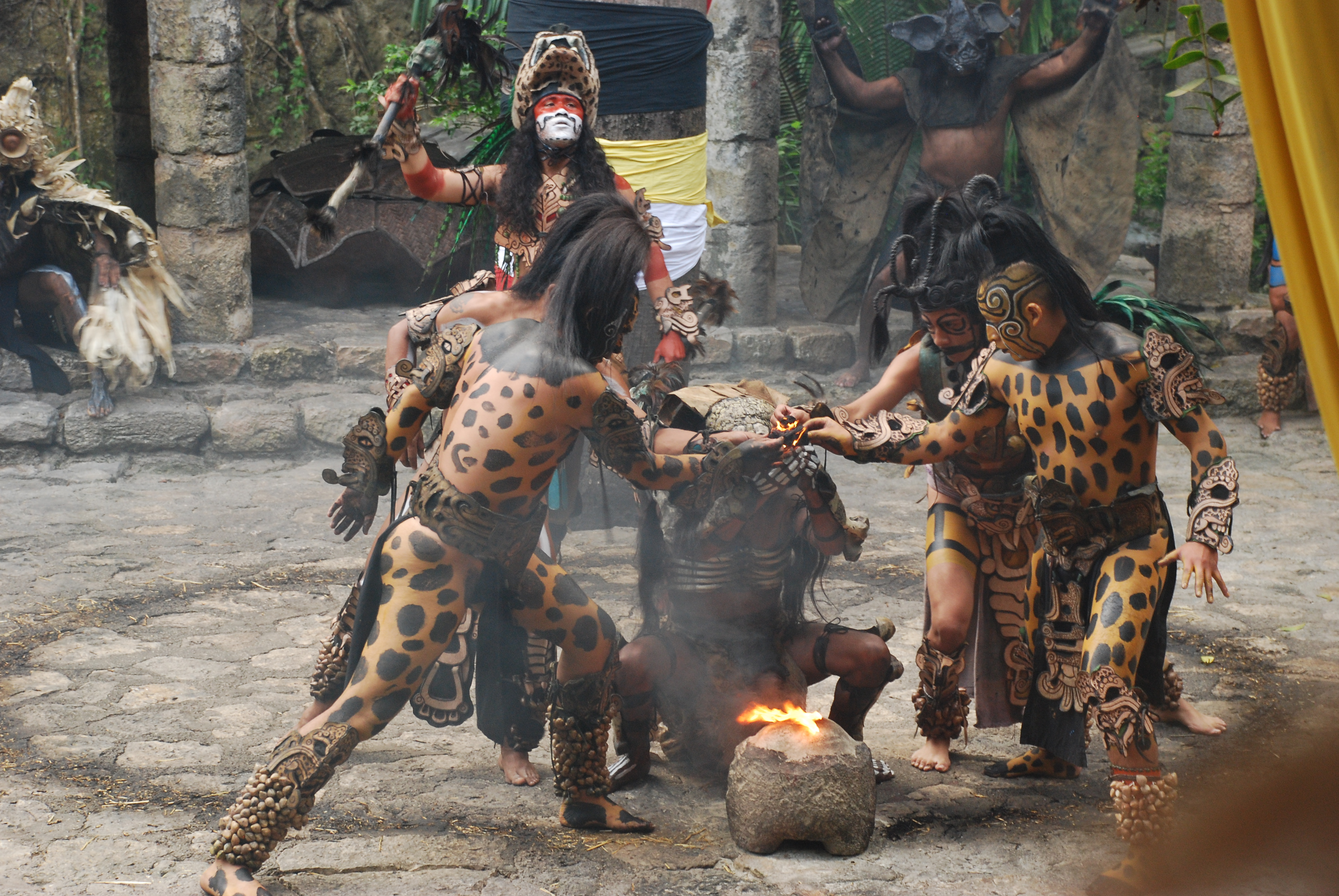
Участники исторической реконструкции в Мексике разыгрывают древний ритуал майя в 2012 году

Религия майя, или майянизм – это доколумбовая религия, которая прочно связана с почитанием богов. Религия майя давала понимание причины вещей, что заставляет нас определять ее как своего рода предшественницу философии и современной науки. Таким образом, научные открытия, идеология и религия майя не могут рассматриваться по отдельности, поскольку все они берут свое начало в вере в богов.

## Основы ритуалов
О традиционной религии Майя часто говорят как о costumbre, то есть для неё характерны привычные религиозные действия, основанные на обычаях, что отличает её от ортодоксальных римских католических ритуалов. В большой степени религия Майя представляет набор ритуальных практик, поэтому Юкатанских сельских священников называют просто jmen, 'практик'. Среди основных концепций, связанных с ритуалами Майя, выделяют следующие.

### Ритуальная топография и летоисчисление
В процессе ритуальной топографии Майя, различным элементам ландшафта, такие как горы, ущелья и пещеры, приписываются отдельным предкам и божествам. Так, например, город Цоциль в Синакантане окружён семью «купальнями» живущих в горах предков. Один из этих священных источников служит жильём для прислуги предков. Как и в до-Испанском прошлом, важные ритуалы проводятся возле или внутри таких мест, а в Юкатане также вокруг карстовых воронок.
Этот обычай связан не только с географическим расположением храмов и усыпальниц, но и с проекцией календарных моделей на ландшафт. В современном Кичеанском Момостенанго, например, отдельным сочетаниям названий дней и чисел приписываются различные специальные усыпальницы в горах, указывающие на подходящее время для проведения ритуала. В северо-западных горных районах Майя четырём дням, или «Владыкам Дней», которые могут начать год, назначают четыре горы. В раннем колониальном Юкатане, 13 периодов катун и проекции соответствующих божеств, нанесённые на ландшафт, воспринимались как «колесо» и считались успешно «установившимися» в отдельных городах.
Основными концепциями календаря, управляющими ритуалами, были: божественный цикл из 260 дней, год из 18 месяцев (Хааб) и ежемесячные общие гуляния, которые, совместно со значительными празднованиями Нового года, Диего де Ланда приписывал юкатанскому королевству Мани. Неизвестно, насколько этот цикл фестивалей разделяли другие Юкатанские королевства и был ли он характерен для более ранних королевств Майя.

### Пожертвования и жертвоприношения
Пожертвования служат для установления и возобновления отношений (контрактов, пактов и соглашений) с другим миром, а набор, количество, подготовка и порядок жертвуемых предметов (среди которых особый маисовый хлеб, напитки, медовый ликёр, цветы и сигары) подчиняются строжайшим правилам. Например, в до-Испанский новогодний ритуал жертвовался напиток, изготовленный из ровно 415 зёрен кукурузы, а по другому поводу следовало сжигать ровно 49 зёрен маиса, смешанного с копалом. Хорошо известным примером ритуальной трапезы является Юкатанская «Месса на кукурузном поле» (misa milpera), празднуемая в честь божеств дождя. В частности, Лакандонский ритуал был целиком посвящён «кормлению» божеств.
Жертвоприношения могли принимать различные формы. В современных ритуалах жертвования существует общий акцент на окроплении кровью, особенно кровью индеек. В до-Испанском прошлом, жертва обычно состояла из небольших животных, таких как перепёлки и индейки, мяса оленей и рыбы, но в исключительных случаях (таких как восхождение на трон, серьёзная болезнь правителя, королевские похороны или засуха) приносили в жертву и людей. Проведение жертвоприношений было повсеместным, но ритуальная антропофагия (каннибализм) была исключительно редкой. Характерной (хотя и не исключительной) чертой древних ритуалов Майя были сеансы «кровопускания», проводимые высшими правящими чинами и членами королевских семей, в процессе которых мочки ушей, языки и мужские половые органы разрезались небольшими острыми ножами, кровь капала на полосы бумаги, которые впоследствии сжигались.

### Духовенство
По традиции у Майя существуют свои религиозные лица, часто имеющие иерархическую организацию и обязанные молиться и приносить жертвы от имени поколений, местных групп или целого сообщества. Во многих местах они работают в католических братствах и так называемых гражданских религиозных иерархиях, организациях, которые играли существенную роль в сохранении до-Испанских религиозных традиций. Деятельность многих священников, а в особенности целителей, демонстрирует черты, схожие с шаманизмом.
Наше представление о раннем духовенстве Майя практически целиком основано на том, что о них говорили испанские миссионеры (Ланда про Юкатан, Лас Казас и другие про горы Гватемалы). Верхний эшелон духовенства состоял из хранителей знаний, в том числе исторических и генеалогических. Около 1500 года духовенство было организовано иерархически от высшего священника, жившего при дворе, до деревенских священников, а священные книги были распределены вдоль этих линий. Священники выполняли множество задач, от жизненно важных ритуалов до прорицания, и занимали специальные должности, например священник-катун, оракул, астролог и священник, приносящий в жертву людей. На всех уровнях духовенство было доступно только для знати.
Немного известно о классическом духовенстве Майя, хотя можно предположить, что древние аскетичные рисунки, изображающие чтение и написание книг, обесславливание и инаугурацию королей, наблюдение за жертвоприношением, скорее всего, представляют придворное духовенство.

### Очищение
Мероприятия очищения, такие как пост, сексуальное воздержание и (особенно в до-Испанском прошлом) исповедь в основном предваряют крупные ритуальные события. В Юкатане XVI века очищение (изгнание злых духов) часто являлось начальной фазой ритуала. Ритуалы кровопускания также могли иметь функцию очищения. Вообще очищение требовалось перед входом в зоны обитания божеств. В современном Юкатане, например, принято пить стоячую воду из углубления в камне при первой же возможности после входа в лес. Вода затем выплёвывается на землю, что означает, что человек стал «непорочным» (suhuuy), и получил право делать свои человеческие дела в священном лесу.

### Молитвы
Молитвы Майя практически неизменно сопровождают процессы пожертвования и жертвоприношения. Часто они принимают вид длительных литаний, в которых особо выделяются имена персонифицированных дней, святых, элементов ландшафта связанных с историческими или мифическими событиями, и гор. Эти молитвы, с их гипнотическим ритмом, часто имеют структуру двустишья, которая также характерна для текстов классического периода. Некоторые общины Майя в северо-западных горных районах Гватемалы имеют особую группу «молитвотворцев».

### Паломничества
Через паломничества религия Майя выходит за пределы своей общины. Сегодня паломничества часто включают взаимные посещения деревенских святых, представленных своими статуями, а также посещения дальних святилищ, например паломничество Q’eqchi' в тринадцати священных горах. Около 1500 года, Чишен Итза привлекал паломников из всех близлежащих королевств, другие паломники посещали местные святыни, такие как Икс Шель и прочие богини островов восточного побережья Юкатана.

## Празднования и театральные выступления
Празднования обычно организуются религиозными братствами, большая часть затрат на которые покрывается высшим руководством. Аналогично в до-Испанском королевстве Мани некоторые религиозные празднования были спонсированы богатыми и выдающимися людьми, видимо отражая общую тенденцию пост-классических и более ранних королевств. Через пиршества богатства перераспределялись в виде еды и напитков. Продолжительное и обязательное выпивание, о котором отрицательно отзывались как ранние, так и современные внешние источники, укрепляет связи в сообществе, как между людьми, так и между людьми и божествами.
И в современном, и в классическом периоде более сложные ритуалы включали музыку, танцы, процессии и театральные постановки. Сегодня выполнение важных танцев и танцевальных драм (не всегда религиозных) часто производится на пиру в честь главного святого деревни и в некотором наборе случаев, определённых католическим календарём. Ланда упоминает, что в позднем пост-классическом периоде некоторые танцы исполнялись при новогодних ритуалах (например, xibalba okot, танец Шибалбы) или ежемесячных пиршествах (например, holkan okot, танец вождей войны).
Театральные зарисовки животных и божеств, будучи распространённой в Мезоамерике практикой, часто имели место в контексте драматических постановок. Ритуальные трансформации в way (оборотень или привидение) сопровождались танцем. Ритуальный юмор, часто являющийся средством социального критицизма, был частью до-Испанских драматических постановок, как связанных, так и не связанных со сменой года, включающих опоссумов, обезьян и престарелых Бакабов, с которыми женщины иногда исполняли эротические роли. В классический период чаще всего танцующим изображали Бога Маиса с Тонзурой, покровителя пиршеств.

## Ритуальные области
Единственное обширное описание до-Испанских ритуалов Майя почти современником относится к Юкатану, в частности к королевству Мани, и было написано Диего де Ланда (около 1566 года). Однако, основные ритуальные области, такие как сельское хозяйство и царствование, в работе Ланда затронуты лишь едва.

### Календарь
Календарь майя, связанный с сетью жертвенных святынь, является основой ритуальной жизни. Среди горных майя календарные ритуалы всей общины связаны со сменой 365-дневных лет, и с так называемыми «носителями лет», то есть четырьмя именованными днями, которые могут служить началом нового года. Эти «носители» встречались на  одной из четырёх гор, которая считалась их троном, и которой поклонялись каждый повторный день всего года.
Календарь также включает пятидневный граничный период в конце года. В Юкатане XVI века устанавливали и поклонялись соломенной марионетке, называемой «дедом» (mam), которую в конце периода выбрасывали. В этот же интервал устанавливались статуи нового бога-покровителя года, а старые убирались. Ежегодно изменяя маршруты процессии, календарная модель четырёх «носителей лет» дней нового года проецировалась на четыре четверти города. Подробное описание новогодних ритуалов Ланда соответствует в ключевых местах их изображению в более раннем Дрезденском кодексе. Это также наиболее важное описание до-Испанского ритуального комплекса Майя, которое дошло до нас.
Как и носители лет, тринадцать двадцатилетних периодов, катунов, рассматривались как божественные владыки в своих правах, которым поклонялись соответственно. Катуны имели собственных божественных покровителей, как отмечено в книгах Чилам Балам, а начиная с Авенданьо и своих собственных священников.

### Трудовые группы
За 18 месяцев проходили фестивали, посвящённые определённым божествам, в основном празднуемые трудовыми группами, в частности охотниками и рыбаками, пчеловодами, выращивателями какао, целителями и воинами. Они также включали памятный фестиваль героя Кукулькана, который считался основателем Юкатанского царства.

### Жизненный цикл
Ритуалы, связанные с жизненным циклом, ритуалы течения, обозначают различные стадии жизни. Ланда детально описывает один из этих ритуалов, после которого юноши и девушки могут вступать в брак (caput sihil, второе рождение). Майя Юкатана продолжают ритуал, который отмечает конец периода жизни ребёнка, когда он лежит в колыбели или его носит мать. Он выполняется в примерно трёхмесячном возрасте. Ребёнку предлагают вещи, соответствующие его полу: мальчикам инструменты, девочкам ткани или нити. Если ребёнок хватает их, это считается предсказанием. Конечно, всем детям предлагают карандаши и бумагу.

### Здоровье
Современные целительные ритуалы сосредоточены на поиске и возвращении потерянных душ или частиц душ, которые могли быть заточены какой-нибудь высшей силой. Основной сборник древних Юкатанских ритуалов исцеления — это так называемый «Ритуал Бакабов». В этих текстах, мир с четырьмя деревьями и четырьмя носителями земли и неба (Бакабами), расположенными по углам, предстаёт театром шаманских сеансов исцеления, в течение которых «четыре Бакаба» часто помогают целителю в его борьбе с болезнетворными агентами. Среди этих ритуальных текстов не представлена чёрная магия. Большая часть характерных черт шаманского исцеления из «Ритуала Бакабов» до сих пор присуща современным целительным ритуалам.

### Погода и сельское хозяйство
Влияние на погоду в отрицательном или положительном смысле включает такие ритуалы как «запечатывание мороза» сразу перед сезоном посева, и, обычно секретные, ритуалы призывателей дождя на всей территории Майя. Остальные ритуалы божеств дождя имели более публичный характер.
Сельскохозяйственные ритуалы вращаются вокруг посева и сбора маиса. В частности ритуалы Юкатанских Майя описаны очень подробно. Для восточного Юкатана установлена целая номенклатура ритуальных последовательностей, включая различные ритуалы, защищающие область (или объект или человека) от злого воздействия (loh), благодарения (uhanlikol, обед маисового поля), и заклинания божеств дождя (ch’a cháak).

### Территория
Территориальные претензии социальных групп различного размера выражались в ритуалах, например связанных с колодцами, землями предков и установлением границ всей общины. Ключевым элементом этих ритуалов часто были кресты, или даже «крестовые святыни», а молитвы возносились божествам дождя и земли. В более ранние периоды, такие святыни могли быть соединены с центральным крестом или центральным мировым деревом, которое олицетворялось королём.

### Война
В повестях Майя война включает превращение воинов в животных и использование колдунами чёрной магии. В до-Испанский период, военные ритуалы концентрировались на военных лидерах и оружии. Юкатанский ритуал вождя войны (nakom) был связан с богом войны пумой и включал пятидневное нахождение военного лидера в храме, «где они окуривали его как идола». В классических военных ритуалах выделялись боги-ягуары Майя, в частности божество, связанное с огнём (и покровитель числа семь), чьё лицо обычно украшало боевой щит короля.

### Царствование
Ранние испанские писатели не могли много сказать о ритуальных обязанностях королей (или королев, что вполне возможно). Тем не менее, известно, что Юкатанского короля (halach uinic) также называли «епископом», так что на основании своего положения король участвовал в основных публичных ритуалах. В классический период ритуалы царствования были самыми важными во дворе Майя. Термин «государство-театр», изначально приписанное индусскому королевству Бали, можно также использовать для описания классических королевств Майя. Он показывает, что государство состоит из сложных королевских ритуалов, через которые выражаются различия между аристократическими семьями. Король или королева (изображённые на стелах) часто принимает роль важных божеств или сил природы, в частности божества дождя и змеи дождя, но также и таких божеств как Бог Маиса с Тонзурой и бог Земного Огня Ягуар, иногда исполняя танец. При важных событиях, короля показывают толпе сидящим (или стоящим) внутри специального святилища, воздвигнутого на большом паланкине. Конкретные ритуалы, в которые вовлечён король, не всегда понятны. Иногда его изображают сеющим, возможно для инициирования сезона возрастания, иногда он руководит церемониями в святынях храма. Король не только играет ведущую роль в ритуале, но и ритуал в свою очередь фокусируется на правлении короля. Воздвижение королевских стел каждые пять 360-дневных лет само по себе было ритуалом, и включало упоминание защитного «дерева жизни». Более того, в классический период часто изображают короля держащим космическую змею, из челюстей которой возникают божества дождя и молнии, а поднятие и удерживание этого змея королём могло быть представлено и поддержано ритуалом.

### Поклонение предкам
Около 1500 года сожжённые останки мужчин значимых семей Юкатана заключались в деревянные образы, которые вместе с идолами размещались на домашнем алтаре, и ритуально кормились при всех пиршествах. Как вариант, останки помещались в урну, вокруг которой воздвигался храм. В Верапасе на могилу короля помещалась его статуя, которая становилась объектом поклонения. В классических дворах находили гробницы, встроенные в жилища знати, а в случае королевской семьи, в похоронных пирамидах. Кроме самих останков предков, священные свёртки, которые они оставляли, также были объектом почтения. Рельефы из классического королевства Яшчилана показывают, как королевские предки приходят во время ритуала кровопускания к потомкам, появляясь изо рта земной змеи.

## Науки о судьбе

### Нумерология и летоисчисление
Кроме письменности, фундаментальными науками священников были арифметика и летоисчисление. Среди социальной группы священников к классическому периоду стало принято обожествлять числа и основные единицы дня и — в частности в юго-восточных королевствах Копана и Квиригуа — представлять механизм времени как нечто вроде передачи или эстафеты, в которой «бремя» единиц времени передавалось от одного божественного 'носителя' к другому. Числа были персонифицированы не конкретными числовыми божествами, а некоторыми из общих главных божеств, которые таким образом становились ответственными за «марш времени». Единицы (k’in) часто изображались покровителями священников-писцов и прорицателей (ah k’in). В постклассический период, единица времени катун представлялась божественным королём, а 20 именованных дней всё ещё существуют среди традиционных «хранителей дней» гор Гватемалы.

### Прорицание
Как и другие культуры Мезоамерики, Майя использовали 260-дневный календарь, обычно называемый tzolkin. Длина этого календаря совпадает со средним периодом беременности человека. Его целью было (и есть) предоставить руководство к жизни с помощью комбинации 20 именованных дней и 13 чисел и указать дни, в которых жертвоприношения в определённых «числовых святынях» могут дать желаемые результаты.
Календарь успешно прошёл многочисленные испытания временем (колониальную репрессию, либерализм, этноцид и свободный рынок). Сегодня «хранитель дней» (священник-прорицатель) может стоять перед огнём и возносить молитвы к таким сущностям как 260 дней, основные направления, предки присутствующих, важные города и археологические места Майя, озёра, пещеры и вулканы, и божества из Пополь-Вух. Люди также приходят к этим хранителям, чтобы узнать имена детей, дни свадьбы и по другим особым поводам.
Техники прорицания включают бросание и подсчитывание зёрен, кристаллов и бобов, а в прошлом также смотрение в волшебное зеркало и считывание различных знаков (авгурий), которые давали птицы. В классический период изображения таких птиц использовались в качестве логограмм больших периодов времени.

### Астрология
Что часто называют «астрономией» Майя было на самом деле астрологией, так как это было наукой священников, основанной на предположении о соответствии между земными событиями и движением небесных тел и созвездий. Астрология современных Майя чрезвычайно бедна и разрозненна, более чем у других мезоамериканских групп, таких как Тотонаки и Оашакан Чонтали. Кроме нескольких исключений, сохранились лишь названия определённых звёзд и созвездий, а влияние звёзд на социальную и профессиональную деятельность больше не прослеживается. Высокоразвитая до-Испанская астрология в основном известна по Дрезденскому кодексу, и описывает лунные и солнечные затмения и различные положения Венеры в её циклах. Животные и божества символизируют социальные группы, на которых Венера во время гелиакического восхода в качестве утренней звезды. Парижский кодекс содержит нечто похожее на зодиак. Некоторые из книг Чилам Балам свидетельствуют о значительном интересе колониальных Майя к астрологии своих завоевателей.

## Космология

### Земля, Небо, Подземелье
По горизонтали земля представлялась квадратом с четырьмя вершинами, у каждой из которых есть свой цвет, дерево или гора и божество или как круг без таких точек, в центре которого расположено дерево жизни или доминирующая гора. Горизонтальная земля отождествлялась с маисовым полем, круговая — с черепахой, плавающей в водах, в центре которой — сейба или «маисовое дерево». По вертикали небо делилось на 13 слоёв, тогда как подземелье считалось состоящим из 9 слоёв. Подземелье в Пополь-Вух не имело такого разделения, тогда как в классических текстах и иконографии Майя связь различных божеств с некоторыми из тринадцати небес распространена, хотя похожих упоминаний о слоях подземелья не было найдено. Центральная ось служила средством связи между различными сферами; король, идентифицирующийся с деревом в центре, включал в себя эту ось.
В классический период земля и небо изображались как горизонтально расположенные космические змеи и драконы (часто двухголовые, иногда оперённые), служившие транспортом для божеств и предков. Другие космические змеи, изображённые поднимающимися вертикально, видимо, соединяли различные сферы, возможно для транспортировки подземельных или земных вод на небо. Драконы объединяют черты змеи, крокодила и оленя и могут иметь знак 'звезды', их часто отождествляют с ночным небом и Млечным путём.

### Начала и концы света
В рамках постклассического цикла тринадцати катунов (так называемый короткий отсчёт) некоторые из книг Чилам Балам представляют миф о потопе, описывающий коллапс небес, последующее наводнение и восстановление мира и пяти мировых деревьев при завершении и возобновлении цикла. В этой космической драме божество молнии (Болон Дзакаб), земной Крокодил (Итцам Каб Аин) и божественные носители неба и земли (Бакабы) играют важную роль. Кичеанский Пополь-Вух не упоминает коллапс неба и восстановление пяти деревьев, но вместо этого концентрируется на замещении предыдущего человечества, которое было истреблено потопом.

## Человек

### Душа и параллельные сущности
Традиционные Майя верят в существование в каждом человеке различных душ, обычно описываемых квази-материальными терминами (тень, дыхание, кровь, кость). Потеря одной или более душ ведёт к заболеванию (с общим названием «потеря души», «susto»). В классических текстах Майя некоторые глифы обозначают души. Намного больше известно про так называемые «параллельные сущности», то есть животные или природные явления (кометы, молнии), связанные с индивидом и защищающие его. В некоторых случаях (часто связанных с чёрной магией) можно превратиться в параллельную сущность, действуя как некий «оборотень». У чиновников Майя классического периода были целые наборы таких компаньонов, часто угрожающего характера, называемые wayob и различаемые особыми иероглифическими именами. Среди них были призракоподобные существа и яростные звёзды.

### Загробная жизнь: подземелье и рай
В до-Испанском прошлом не было единой концепции загробной жизни. Среди Покоманских Майя Верапаза, Шбаланке должен был сопровождать мёртвого короля, что предполагает нисхождение в подземелье (называемое шибальба, место страха), как описано в мифе о близнецах Пополь-Вух. У Юкатанских Майя была двойная концепция загробной жизни: злодеи низвергались в подземелье (metnal), где подвергались мукам (такое представление до сих пор разделяют современные Лакандонцы), а остальные отправлялись в некоторое подобие рая, в которое самоубийцы сопровождались богиней Иш Таб. Предки королей Майя изображены растущими из земли как фруктовые деревья, которые вместе составляют прекрасный сад. Так называемая «гора цветов» более конкретно была интерпретирована как водный и солнечный рай. Судя по водным изображениям, связанным с классическими захоронениями и изображениями предков, этот рай мог быть вариантом Майя рая богов дождя (Тлалокан) в Центральной Мексике.

## Силы иного мира

### Предки
Традиционные Майя живут в постоянном присутствии «праотцов и праматерей», обычно безымянных предков, которые, как часто считается в горных районах, населяют определённые горы, где ожидают приношения от своих потомков. В прошлом предки также играли важную роль, с тем отличием, что среди знати генеалогическая память и родословные выделялись гораздо сильнее. Так, Пополь-Вух перечисляет три генеалогии высших правителей, начиная с трёх предков и их жён. Эти первые предки-мужчины — ритуально называемые «кровопускателями и жертвоприносителями» — принимали своих личных божеств в легендарной земле предков, называемой «семь пещер и семь каньонов», а по исчезновению оставляли священные свитки.

### Герои
Особой категорией среди группы предков выделяются герои, лучше всего известные из кичеанского эпоса XVI века о близнецах-героях Майя, Хунахпу и Шбаланке. В классический период приключения этих двух героев были известны на всей территории Майя. У большинства традиционных групп есть свои герои, такие как Хуан Канил у Якалтеков северо-западных гор, и Охороштотил, который победил ягуаров, у Тцотцилей Чияпаса. Действия героев могут происходить как в сравнительно недавнем прошлом, быть полуисторическими, так и в глубокой древности, первобытными. Но в принципе героям можно возносить молитвы и поклоняться. Иногда они соединяются с отдельными военными святыми.

### Божества
В народной религии Майя, члены католической святой Троицы, Мария, некоторые святые, архангелы и дьявол обычно смешиваются с традиционными божествами и предками-героями. Сложный образ Mam (дед), почитаемый в Сантьяго Атитлан — это широко известный экземпляр такого синкретизма. Божества, управляющие дикой растительностью, стадными животными и рыбой часто называются «Владыками» или «Хозяевами».
Концепция «божества» или «божественности» древних Майя (k’u на Юкатане, qabuvil на древнем киче) малопонятна, однако ни в коем случае не должна сводиться к простой персонификации природных явлений: функции божества и его взаимодействия с другими божествами слишком сложны для этого. Жизненный цикл маиса, например, лежит в основе верования Майя, однако роль Маисового бога Майя превосходит сельскохозяйственную сферу и охватывает основные аспекты цивилизованной жизни в целом (такие как письменность). В общем, божества могут функционировать в различных областях и соответственно менять свои свойства, их нельзя упорядочить иерархически. Богиня акушерства, например, также ассоциировалась с дождём и войной, а бог чёрной магии — с денежным богатством.
Из множества имён богов, встречающихся в раннее-колониальных источниках (а в особенности в медицинских 'Ритуалах Бакабов') около двадцати были связаны с образами божеств из кодексов и их соответствующих изображений на керамике, им назначались однобуквенные имена. Оставшиеся три кодекса показывают, что божества постоянно упорядочивались и переупорядочивались в соответствии с культовыми критериями, обычно недоступными нам.
Основные божества, изображённые в кодексах, можно условно разделить на следующие группы:
- Основной бог-создатель (Ицамна),
- боги неба, в частности бог солнца (Кинич Ахау), богиня луны и покровители цикла Венеры,
- боги погоды и урожая, в частности бог дождя (Чаак), бог молнии (Болон Дзакаб), престарелые божества подземелья, земной воды и грома (Бакабы) и маисовые боги Майя,
- профессиональные боги, в частности боги торговцев (Ек Чуа, бог Л), чёрных колдунов (бог Л), акушерства (богиня О, Ишчель),
- конкретные Владыки, представленные рогатым богом охоты,
- молодая богиня эротики и свадьбы (богиня И),
- боги смерти (бог А и бог А'),
- обожествлённые близнецы-герои.

В то время как в трёх кодексах группа богов мужского пола существенно дифференцируется, женские функции в основном сосредоточены в молодых (богиня И, Белая Женщина) и пожилых (богиня О, Красная Женщина). Пост-классическое божество Кукулкан, бог-хранитель завоевателей-Толтеков и королей Майя, от них же и берущий свою легитимность, не был представлен чётко. Кроме прочих, отсутствуют в трёх кодексах, но присутствуют в классической иконографии важный бог восточного океана, держащий во рту зуб акулы, и некоторые боги-ягуары Майя, связанные с войной.

### Животные
Мыслящие животные (как правило, млекопитающие и птицы, но также и насекомые) обладают сравнительной автономией, которой нет у животных 'параллельных сущностей'. Они играют различные социальные роли. Так в Пополь-Вух, например, 'Большой белый пека́рь' и 'Большая белая коати' занимаются исцелением, тогда как совы-посланники владык подземелья носят военные звания. В 'керамическом кодексе' животные часто одеты и действуют как люди. Обезьяны ревуны, например, часто изображаются в социальной роли писателей и скульпторов и функционируют как божественные покровители этих искусств. В Дрезденском кодексе некоторые животные (собака, ягуар, гриф, сова, попугай, лягушка), в большинстве своём одетые как люди, сидят между божествами, и таким образом приравниваются к ним, в то время как другие животные выполняют важные ритуальные роли. В Новогодние ритуалы, например, путешественник-опоссум представляет покровителя наступающего года. Животные часто изображаются вместе с богиней И.

### Привидения, призраки и демоны
Власть божества легитимна, и эта легитимность оправдывает приношения и пожертвования. В отличие от богов болезней и смерти, привидения и демоны не имеют такой легитимности. В то время как призраки — как привидения мёртвых — только пугают, демоны являются поглотителями. На самом деле, однако, граница между ними может быть весьма тонкой. Один из наиболее известных призраков — это привлекательная женщина, сводящая с ума мужчин, поддавшихся её соблазну (известная как штабай). Призраки Тцотцилей включают такие как «хрустящий углём» и «роняющий свою же плоть». Главным демоном Тцотциль является «чёрный человек» (h?ik’al), похититель и насильник. Древний мезоамериканский демон-птица, называемый в Пополь-Вух Вукуб Какиш, отрывал конечности своих жертв, и был уже известен в до классической Изапе. Чтобы запугивать своих врагов, короли иногда принимали форму призраков и демонов.

### Гоблины и гномы
По верованиям Юкатана, местные священники могут создавать гоблинов, которые, при правильном подходе, будут помогать фермеру, защищая поле и призывая божества дождя, таким образом улучшая прирост маиса. В той же области гномы, а также горбуны, ассоциируются с допотопными временами, они исчезли в наводнении, когда утонули их каменные лодки. Детоподобные гномы из классической иконографии часто сопровождают короля и Бога маиса с Тонзурой. Они часто изображаются с водными чертами и таким образом могут быть идентичными гномоподобным помощникам божеств дождя, грома и молнии, уже упомянутых в Ацтецких источниках (Тлалок).

## Религиозное творчество
В недавних религиозных произведениях есть существенное разнообразие, которое покрывает как стереотипные, морализующие истории о встречах с духами гор и сверхъестественными 'Владыками', так и мифы. В частности в рассказах о сотворении земли и происхождении полезных растений часто заметен след переработки католических тем. Среди наиболее известных мифов выделяют мифы об открытии Маисовой горы богами Молнии, битве Солнца и его Старших Братьев, и свадьба Солнца и Луны. Ранний колониальный кичеанский миф, описанный в Пополь-Вух, не дошёл до нас, однако его фрагменты узнаются в недавних повестях. Имя одного из его героев, Шбаланке, на рубеже XX века известно в Альта Верапазе. Ранняя мифология может быть найдена в Пополь-Вух и в некоторых книгах Чилам Балам.
Вопреки прогрессу в расшифровке иероглифов, наиболее важными источниками классической мифологии всё ещё являются изображения на посуде (так называемый 'керамический кодекс') и монументальной иконографии.

## Этика
Трудно сравнивать этические системы политеистических религий, как Майя, с мировыми монотеистическими религиями. Однако, идея «сделок» между божествами и людьми распространена в обоих. Выполнение ритуальных требований таких «сделок» должна приводить к гармонии. Архаическая практика человеческих жертв должна рассматриваться в первую очередь в этом контексте.

## Список литературы
- Abigail E. Adams and James E. Brady, 'Ethnographic Notes on Maya Q’eqchi' Cave Rites: Implications for Archaeological Interpretation', in James E. Brady and Keith M. Prufer eds., In the Maw of the Earth Monster. Studies of Mesoamerican Ritual Cave Use. Austin: University of Texas Press 2005.
- Sarah C. Blaffer, The Black-man of Zinacantan. University of Texas Press, Austin 1972.
- Michael D. Coe, 'A Model of Ancient Maya Community Structure in the Maya Lowlands', Southwestern Journal of Anthropology 21 (1965).
- Michael D. Coe, 'Death and the Ancient Maya', in E.P. Benson ed., Death and the Afterlife in Pre-Columbian America. Dumbarton Oaks, Washington 1975.
- David Freidel, Linda Schele, Joy Parker, Maya Cosmos. William Morrow, New York 1993.
- Marianne Gabriel, Elemente und Struktur agrarischer Zeremonien und deren Bedeutung für die Mayabauern Ost-Yukatans. Acta Mesoamericana Bd. 11 (2000).
- Rafael Girard, Los mayas eternos. LibroMex, Mexico 1962.
- Calixta Guiteras Holmes, Perils of the Soul. The World View of a Tzotzil Indian. New York: The Free Press of Glencoe.
- Kerry Hull, Verbal Art and Performance in Ch’orti' and in Maya Hieroglyphic Writing. Dissertation (online), University of Texas, Austin 2003.
- Ulrich Köhler, Chonbilal Ch’ulelal — Alma Vendida. Elementos fundamentales de la cosmología y religión mesoamericanas en una oración en maya-tzotzil. Universidad Nacional Autónoma de México, Mexico 1995.
- Olivier LaFarge, Santa Eulalia. The Religion of a Cuchumatán Indian Town. The University of Chicago Press, Chicago 1947.
- Matthew Looper, To be like Gods. Dance in Ancient Maya Civilization. University of Texas Press, Austin 2009.
- Bruce Love, 'Yucatec Sacred Breads Through Time'. In William F. Hanks and Don Rice, Word and Image in Maya Culture. Salt Lake City: University of Utah Press 1989.
- Susan Milbrath, Star Gods of the Maya. University of Texas Press, Austin 1999.
- S.W. Miles, The Sixteenth-Century Pokom-Maya. The American Philosophical Society, Philadelphia 1957.
- Mary Miller and Karl Taube, An Illustrated Dictionary of the Gods and Symbols of Ancient Mexico and the Maya. Thames and Hudson, London 1993.
- John D. Monaghan, Theology and History in the Study of Mesoamerican Religions. Handbook of Middle American Indians, Supplement to Vol. 6. University of Texas Press, Austin 2000.
- Victor Montejo, El Kanil, Man of Lightning. Signal Books, Carrboro N.C.
- Ralph L. Roys, The Book of Chilam Balam of Chumayel. University of Oklahoma Press, Norman 1967.
- Ralph L. Roys, Ritual of the Bacabs. University of Oklahoma Press, Norman 1965.
- Seler, Eduard, Die Tierbilder der mexikanischen und der Maya-Handschriften. Gesammelte Abhandlungen IV.
- Karl Taube, The Major Gods of Ancient Yucatan. Dumbarton Oaks, Washington 1992.
- Karl Taube, 'Ritual Humor in Classic Maya Religion'. In William F. Hanks and Don S. Rice, Word and Image in Maya Culture. Salt Lake City: University of Utah Press 1989.
- Barbara Tedlock, Time and the Highland Maya. University of New Mexico Pres, Albuquerque 1992.
- Tedlock, Dennis (trans.). Popol Vuh: the Definitive Edition of the Mayan Book of the Dawn of Life and the Glories of Gods and Kings. Revised Edition (англ.). — New York: Simon and Schuster, 1996. — ISBN 0-671-45241-X.
- J.E.S. Thompson, Maya History and Religion. University of Oklahoma Press, Norman 1970.
- Alfred M. Tozzer, Landa’s Relación de las cosas de Yucatán. A Translation. Peabody Museum, Cambridge MA 1941.
- Alfred M. Tozzer, A Comparative Study of the Mayas and the Lacandones. Archaeological Institute of America. The Macmillan Company, New York 1907.
- Evon Z. Vogt, Tortillas for the Gods. A Symbolic Analysis of Zinacanteco Rituals. Harvard University Pres, Cambridge 1976.